# Rafael Hernández Colón
Rafael Hernández Colón (Ponce, 24 de octubre de 1936-San Juan, 2 de mayo de 2019) fue un político puertorriqueño. Fue el cuarto Gobernador del Estado Libre Asociado de Puerto Rico por tres periodos (1973-1977, 1985-1989 y 1989-1993). 
Fue el gobernador más joven en la historia política de Puerto Rico, ganando su primer término a la edad de 36 años, así como la persona que más veces se postuló para gobernador, un total de 5 ocasiones. Sus términos como gobernador se caracterizaron por hacer gestiones para estimular la economía de Puerto Rico, así como defender el estado político actual de la isla.

## Biografía
Nació en Ponce el 24 de octubre de 1936, hijo de Don Rafael Hernández Matos, Juez Asociado del Tribunal Supremo de Puerto Rico, y Doña Dorinda Colón Clavell y se crio en la Calle Sol #9 en la “Ciudad Señorial”. Pero tras una lucha contra la leucemia (cáncer en la sangre) perdió la batalla el 2 de mayo de 2019 mientras se encontraba en la residencia de uno de sus hijos, ubicada en la Calle Sol del Viejo San Juan, Puerto Rico.

### Formación académica
Hernández Colón cursó estudios primarios y secundarios en la Escuela Rafael Pujals y en el Colegio Ponceño de Varones en Ponce. En 1953 obtuvo el diploma de Escuela Superior en Valley Forge Military Academy, en Wayne, Pensilvania, Estados Unidos. Ingresó a Johns Hopkins University, en Baltimore, Maryland, graduándose con honores en 1956 con el grado de Bachillerato en Artes en Ciencias Políticas. En esta institución recibió el Premio Julius Turner por la mejor tesis de Ciencias Políticas y fue elegido como miembro de la sociedad académica de honor Phi Beta Kappa, la más antigua y prestigiosa de los Estados Unidos. Obtuvo el grado de Licenciado en Derecho, Valedictorian, magna cum laude, en 1959 en la Escuela de Derecho en la Universidad de Puerto Rico, Recinto de Río Piedras. Recibió premios como mejor estudiante de Derecho por el Colegio de Abogados y por la West Publishing Company. Fue editor de la Revista Jurídica de la Escuela de Derecho de la Universidad de Puerto Rico. En 1959 ingresó como miembro del Colegio de Abogados de Puerto Rico y comenzó a postular en los Tribunales del Estado Libre Asociado de Puerto Rico y en el sistema federal de los Estados Unidos de América. Del 1961 al 1965 y del 1994 al 2009 se desempeñó como profesor de Derecho Procesal Civil en la Pontificia Universidad Católica de Puerto Rico. En 1969 publicó la primera edición del libro de texto Derecho Procesal Civil, presentando su 5.ª edición en el 2010.

### Matrimonio y familia
El 24 de octubre de 1959 contrajo matrimonio con Lila Mayoral Wirshing, hija del empresario Don Juan Eugenio Mayoral Renovales (1906–1967), fundador de "Ponce Candy" en 1940 en Puerto Rico y en 1946 de "Caramelos Fiesta CA" en Venezuela. Los hijos de Rafael Hernández Colón y Lila Mayoral son Rafael, José Alfredo, Dora Mercedes y Juan Eugenio. Lila falleció el 7 de enero de 2003.

## Comienzos en el servicio público
Inició sus actividades políticas y administrativas en 1960 como Comisionado Asociado de la Comisión de Servicio Público del Estado Libre Asociado de Puerto Rico. Fue nombrado Secretario de Justicia en 1965 por el gobernador Roberto Sánchez Vilella. En 1968 fue elegido Senador por el PPD. Desde 1968 hasta 1977 fue miembro del Comité Nacional del Partido Demócrata de los Estados Unidos. En enero de 1969 fue elegido presidente del Senado y en diciembre del mismo año se convierte Presidente del Partido Popular Democrático.

### Gobernador del Estado Libre Asociado de Puerto Rico
Fue elegido Gobernador del Estado Libre Asociado de Puerto Rico por primera vez en el 1972. Fue reelecto a un segundo término en noviembre del 1984 y a un tercer periodo en 1988. Fue el segundo jefe de Estado del país que más tiempo a ocupado el cargo (12 años).  La orientación política y legislativa de sus administraciones se destacó por el serio esfuerzo realizado por mejorar el estatus político del país, desarrollando estrategias para lograr a un mayor grado de autonomía.
En 1976, como una alternativa para enfrentar la crisis económica en el país, Rafael logró el establecimiento de la Sección 936 al Código de Rentas Internas de Estados Unidos para fomentar el desarrollo industrial de Puerto Rico ofreciendo incentivos contributivos a industrias que se establecieran en la isla. Sus efectos al desarrollo económico del país han sido altamente visibles, el impacto de la 936 resultó en un gran influjo de capital en la isla al punto de que en el año 1983 los beneficios ascendieron a 1.64 billones de dólares. Sobre todo en el área de las farmacéuticas que tuvo un gran auge en la época. La adquisición de la red telefónica por el Gobierno y la modernización de este servicio en el país, así como la también adquisición por el Gobierno de la red de transporte marítimo para estabilizar los fletes marítimos en Puerto Rico demuestran el alcance de la autonomía fiscal con que cuenta el país.
Estableció reformas significativas en lo educativo, jurídico, contributivo y municipal; fomentó la participación democrática del pueblo en los asuntos políticos del país y creó vías para afirmar la identidad cultural puertorriqueña, dando primacía al establecimiento por ley del español como idioma oficial de Puerto Rico. Junto al Presidente  Richard M. Nixon nombró el Comité Ad Hoc para el Desarrollo del ELA en 1973 y participó en la redacción del Pacto de Unión Permanente entre Puerto Rico y Estados Unidos, conocido como El Nuevo Pacto, en 1975. En 1979 desarrolló un plan estratégico para el desarrollo integral de Puerto Rico llamado La Nueva Tesis.
La descentralización en el Gobierno de Puerto Rico fue parte integral de su política pública, culminando con la Ley de Municipios Autónomos de 1991, que hizo posible investir en la ciudadanía local parte del poder administrativo sobre sus asuntos.

## Premios, reconocimientos y condecoraciones
Entre los premios, reconocimientos y condecoraciones que ha recibido figuran:
- 1974 La revista Times lo seleccionó como Uno de los 150 Líderes Más Destacados del Mundo.
- 1986 La Universidad de Harvard le otorgó el Harvard Foundation Award por su labor en pro del desarrollo de los pueblos y de la solidaridad internacional.
- 1986 En reconocimiento a su labor de solidaridad con la Cuenca del Caribe, la Caribbean Resources Foundation de la Universidad de Carolina del Sur le confirió el Spirit of the Caribbean Award.
- 1987 Recibió la Gran Cruz de Isabel La Católica de España, conferida por S.M. el Rey Juan Carlos I.
- 1987 Recibió el Gran Cordón de la Orden del Libertador de Venezuela.
- 1989 Recibió la Medalla de Oro de la Organización de Estados Iberoamericanos para la Educación, la Ciencia y la Cultura.
- 1989 Recibió la Orden Olímpica del Comité Olímpico Internacional, conferida personalmente por Juan Antonio Samaranch, Presidente del COI.
- 1989 El diario Daily News de New York lo premió con el Front Page Award por la labor excepcional realizada en beneficio de los residentes de Puerto Rico a causa del devastador Huracán Hugo.
- 1991 Recibió el Premio Príncipe de Asturias conferido al pueblo de Puerto Rico por su contribución a la difusión de la hispanidad mediante la Ley sobre el Idioma, firmada el 5 de abril de 1991.
- 1992 Recibió el premio al Mejor Lector del Gremio de Editores de Cataluña, que comparte con el presidente de la República Checa, Vaclav Havel.
- 1992 Le fue conferida la Medalla de Oro de la Universidad de Alcalá de Henares, España.
- 1992 Recibió Premio General Fernando Chardón de la Asociación de Escuelas Privadas.
- 1993 El Club de Roma le incorporó a su membresía.
- 1995 Fue condecorado con La Gran Cruz de la Orden de Duarte, Sánchez y Mella de República Dominicana.
- Doctorados honoris causa Pontificia Universidad Católica de Puerto Rico, Ponce, Puerto Rico, 1974
- Johns Hopkins University, Baltimore, Maryland, 1974
- Seton Hall University, Newark, New Jersey, 1988
- University of South Carolina, Charleston, Carolina del Sur, 1988
- Long Island College, New York, New York, 1989
- Manhattan College, New York, New York, 1990
- Universidad de Salamanca, Salamanca, España, 1992
- Universidad Interamericana de Puerto Rico, San Juan, Puerto Rico, 1995
- Universidad Carlos Albizu, San Juan, Puerto Rico, 2005
- Sistema Universitario Ana G. Méndez, San Juan, Puerto Rico, 2006

## Juntas Directivas
Desde el 1974 hasta el 1991 formó parte de la Junta Directiva de la Fundación Carnegie para la Paz Internacional y desde 1974 hasta el presente era miembro de la Junta de Directores de Johns Hopkins University. También fue miembro de la Junta de Síndicos de la Pontificia Universidad Católica de Puerto Rico. En la actualidad el Exgobernador Rafael Hernández Colón se dedicaba a la redacción de sus Memorias, a la publicación de libros y artículos y al ofrecimiento de conferencias sobre temas variados. Residía en Ponce con su esposa la Lcda. Nelsa López.

## Fundación Rafael Hernández Colón
Trasfondo histórico
La Fundación Rafael Hernández Colón (FBRHC) es una organización sin fines de lucro establecida en 1992 con el propósito de fomentar el interés en la investigación, el estudio, análisis y reflexión sobre la realidad del pueblo puertorriqueño. Es un espacio de encuentro multisectorial y multidisciplinario creado con el propósito de generar conocimiento y acción al servicio de Puerto Rico. La sede de la FRHC dispone de un Archivo Histórico, Museo, Biblioteca Infantil, Centro de Historia Oral, Escuela de Liderazgo, Sala de la Historia Constitucional de Puerto Rico, Auditorio, Sala de Conferencias y Salón de Actividades para visitantes y público en general, accesible a estudiantes, investigadores e historiadores, y para el uso de entidades educativas, culturales y corporativas.
Visión
Unir voluntades diversas para hacer de Puerto Rico un mejor país.
Misión
Promover el pensamiento, la investigación y la innovación que resulte en propuestas de acción cívica para servir mejor al país.